# Ворона, Валерий Иосифович
Валерий Иосифович Ворона (12 декабря 1950, Херсон) — российский скрипач и музыкальный педагог, общественный деятель; кандидат искусствоведения, профессор, Заслуженный деятель искусств РФ. Ректор Государственного музыкально-педагогического института имени М. М. Ипполитова-Иванова с 2004 года.

## Биография
Окончил Государственный музыкально-педагогический институт имени Гнесиных по классу скрипки и ассистентуру-стажировку при Московской государственной консерватории им. П. И. Чайковского.
Заслуженный деятель искусств Российской Федерации, солист Московской филармонии, профессор, Президент Фонда «Русское исполнительское искусство», художественный руководитель и главный дирижер Московского молодёжного камерного оркестра. Член президиума Российской общенациональной секции ИСМЕ.
Как солист и дирижёр выступает с концертами в России и за рубежом. Участвовал в таких престижных фестивалях, как «Санкт-Петербургская музыкальная весна», «Музыкальный Олимп», Международный фестиваль музыки им. С. Губайдулиной, Международный фестиваль искусств имени Сахарова в Нижнем Новгороде, фестиваль В. Крайнева в Харькове, фестиваль «Русский клуб» (Швейцария), «Копенгагенская музыкальная весна» (Дания), Русский фестиваль в Сан-Франциско (США), «Nancyphonies» (Франция), в фестивале В. Спивакова «Москва встречает друзей» и др.
Является первым исполнителем трёх ранее не известных сонат для скрипки и basso continuo Генделя (Малый зал Московской консерватории, 1996), Концертной пьесы для скрипки с оркестром С. Ляпунова, Концертино М. Вайнберга (впервые исполнено на Фестивале, посвящённом 80-летнему юбилею М. Вайнберга в Малом зале Московской консерватории с оркестром «Musica-Viva», 1998), «Посвящения» для камерного оркестра и «Ориентального каприччио» (первое исполнение в России) А. Караманова.
Им были организованы крупные общественно-значимые культурные акции международного масштаба, а также многочисленные концерты, конкурсы и фестивали, ставшие заметными событиями в культурной жизни России. Среди них — учреждение и проведение церемоний вручения Большого русского приза «Слава» и Международной премии «Глория», присуждаемых лучшим музыкантам мира; учреждение самой крупной в России стипендиально-премиальной программы «Золотой талант», выплата ежегодных стипендий и премий Фонда «Русское исполнительское искусство», присуждаемых на конкурсной основе молодым музыкантам, педагогам и деятелям музыкальной культуры; трёхлетний телевизионный цикл концертов «Звёзды в Кремле»; Мост культуры «Япония-Россия» с участием М. Ростроповича, С. Одзавы, Нового Японского филармонического оркестра; фестиваль молодых музыкантов «Русская исполнительская школа — XXI веку» в Москве, Нью-Йорке и Бостоне; Международный музыкальный фестиваль в честь 70-летия С. Губайдулиной; юбилейные концерты в честь А. Солженицына, фестиваль «Виолончельные поколения» и др.
Ректор Государственного музыкально-педагогического института имени М. М. Ипполитова-Иванова с 2004 года

### Общественная позиция
В марте 2014 года Ворона поддержал аннексию Крыма, подписал письмо президенту России Владимиру Путину в поддержку аннексии.

### Награды
- Орден Дружбы (6 апреля 2021) — за большие заслуги в развитии отечественной культуры и искусства и многолетнюю плодотворную деятельность[5]